# Resolução 239 do Conselho de Segurança das Nações Unidas
A Resolução 239 do Conselho de Segurança das Nações Unidas aprovada em 10 de julho de 1967, após reafirmar sua preocupação com a questão e as condenações passadas, o Conselho condenou novamente qualquer Estado que persistisse em permitir ou tolerar o recrutamento de mercenários ou a provisão de instalações com o objetivo de derrubar os governos dos Estados membros. O Conselho exortou os governos a garantir que seu território e seus cidadãos não fossem utilizados para planejar a subversão, o recrutamento, treinamento ou trânsito de mercenários destinados a derrubar o governo da República Democrática do Congo.